# RCS Verlaine
RCS Verlaine is een Belgische voetbalclub uit Verlaine. De club is aangesloten bij de KBVB met stamnummer 2871 en heeft groen en wit als kleuren.

## Geschiedenis
In 1940 ontstond Cercle Sportif de Verlaine en men sloot zich aan bij de Belgische Voetbalbond onder stamnummer 2871. De club ging er in de provinciale reeksen spelen.
De club klom gauw op en trad na de Tweede Wereldoorlog in 1946 al voor het eerst aan in de nationale bevorderingsreeksen, in die tijd het derde niveau. Verlaine eindigde zijn debuutseizoen als 13de in zijn reeks en liet daarmee nog vier ploegen achter zich. Na de oorlog had de Belgische Voetbalbond echter heel wat degradaties uit de oorlogsjaren ongedaan gemaakt, waardoor er heel wat extra clubs in de nationale reeksen actief waren. Na dit seizoen werden de te grote reeksen weer ingekrompen en zo moest Verlaine toch degraderen na dit eerste seizoen. De bekendste spelers van die ploeg waren Emile en Edgard Bellefroid, die beide van Standard CL overkwamen.
De club speelde jarenlang in de provinciale reeksen. Na twee opeenvolgende promoties keerde Verlaine in 2015 terug naar de nationale reeksen. Na de hervormingen van het Belgisch voetbal in 2016 werd Verlaine ondergebracht in de Derde klasse amateurs, waar het meteen de eindronde voor promotie haalde. Verlaine ging daarin onderuit tegen US Rebecquoise. Twee jaar later lukte het voor Verlaine wél in de eindronde en promoveerde de club naar Tweede klasse amateurs.

## Resultaten
| Seizoen | Klasse | Klasse | Klasse | Klasse | Klasse | Klasse | Klasse | Klasse | Klasse | Reeks                                                    | Punten                                                   | Opmerkingen                                                |
|         | I      | I      | II     | III    | IV     | P.I    | P.II   | P.III  | P.IV   |                                                          |                                                          |                                                            |
| ------- | ------ | ------ | ------ | ------ | ------ | ------ | ------ | ------ | ------ | -------------------------------------------------------- | -------------------------------------------------------- | ---------------------------------------------------------- |
| 2013/14 |        |        |        |        |        |        | 1      |        |        | 2e Prov. Luik A                                          | 79                                                       |                                                            |
| 2014/15 |        |        |        |        |        | 3      |        |        |        | 1ste Prov. Luik                                          | 63                                                       |                                                            |
| 2015/16 |        |        |        |        | 14     |        |        |        |        | Vierde klasse D                                          | 29                                                       |                                                            |
|         | 1A     | 1B     | 1Am    | 2Am    | 3Am    | P.I    | P.II   | P.III  | P.IV   | Vanaf 2016-17 zijn er 3 nationale en 2 regionale niveaus | Vanaf 2016-17 zijn er 3 nationale en 2 regionale niveaus | Vanaf 2016-17 zijn er 3 nationale en 2 regionale niveaus   |
| 2016/17 |        |        |        |        | 3      |        |        |        |        | Derde klasse Am.                                         | 45                                                       | Verlies in eindronde tegen US Rebecquoise                  |
| 2017/18 |        |        |        |        | 10     |        |        |        |        | Derde klasse Am.                                         | 40                                                       |                                                            |
| 2018/19 |        |        |        |        | 4      |        |        |        |        | Derde klasse Am.                                         | 55                                                       | Promotie na winst in eindronde tegen CS Braine en US Givry |
| 2019/20 |        |        |        | 12     |        |        |        |        |        | Tweede klasse Am.                                        | 22                                                       |                                                            |
| 2020/21 |        |        |        | -      |        |        |        |        |        | Tweede afdeling ACFF                                     | -                                                        | Competitie stopgezet wegens Covid-19                       |
| 2021/22 |        |        |        | 13     |        |        |        |        |        | Tweede afdeling ACFF                                     | 29                                                       |                                                            |
| 2022/23 |        |        |        | 9      |        |        |        |        |        | Tweede afdeling ACFF                                     | 51                                                       |                                                            |
| 2023/24 |        |        |        | 13     |        |        |        |        |        | Tweede afdeling ACFF                                     | 40                                                       |                                                            |
| 2024/25 |        |        |        | 16     |        |        |        |        |        | Tweede afdeling ACFF                                     | 28                                                       | Degradatie                                                 |
| 2025/26 |        |        |        |        |        |        |        |        |        | Derde afdeling ACFF                                      |                                                          |                                                            |

## Bekende spelers[1]
- Gilbert Bodart (1972-1977 jeugd)
- Emile Bellefroid (1942-1947)
- Edgard Bellefroid (1942-1952)
- Joseph Binet (1948-1952)
- Raphaël Para Martinez-Barrientos (1985-1986)
- Joseph Kinet (1952-1956 jeugd, 1956-1957)
- Edgard Nihart (1957-1961)